# Ochthebius schneideri
Ochthebius schneideri es una especie de escarabajo del género Ochthebius, familia Hydraenidae. Fue descrita científicamente por Kuwert en 1887.
Se distribuye por Irán. Mide 2,3 milímetros de longitud y su edeago 0,46 milímetros. Se ha encontrado a altitudes de hasta 1635 metros.